# Ezgi Asaroğlu

Ezgi Asaroglu (2024)

Ezgi Asaroğlu (* 18. Juni 1987 in Izmir) ist eine türkische Schauspielerin.

## Leben und Karriere
Ezgi Asaroğlu wurde am 18. Juni 1987 in Izmir geboren. Sie studierte an der Universität Istanbul. Ihr Debüt gab sie 2004 in der Fernsehserie Bir Dilim Aşk. Anschließend tauchte sie 2005 in dem Kurzfilm What's Love Doing in the Mountains? auf und gewann mehrere Auszeichnungen. Außerdem bekam Asaroğku 2008 in den Film Ein Augenblick Freiheit die Hauptrolle. Unter anderem bekam sie 2009 eine Rolle in Kampüste Çıplak Ayaklar.
2011 trat sie in der Serie Leyla ile Mecnun auf. Danach spielte sie in Yağmurdan Kaçarken eine Nebenrolle. Von 2020 bis 2021 war sie in Mucize Doktor zu sehen.

## Filmografie
Filme
- 2005: Ne Gezer Aşk Dağlarda
- 2008: Ein Augenblick Freiheit
- 2009: Kampüste Çıplak Ayaklar
- 2010: En Mutlu Olduğum Yer
- 2012: Cennetten Kovulmak
- 2013: Aşk Kırmızı
- 2014: Sağ Salim 2: Sil Baştan

Serien
- 2004–2005: Bir Dilim Aşk
- 2006: Kızlar Yurdu
- 2007: Menekşe ile Halil
- 2008: Hatırla Sevgili
- 2008–2009: Gece Sesleri
- 2009: Binbir Gece
- 2011: Leyla ile Mecnun
- 2013: Yağmurdan Kaçarken
- 2014–2017: O Hayat Benim
- 2020–2021: Mucize Doktor